# Белопольский, Иван Павлович
Ива́н Па́влович Белопо́льский (17 [30] января 1909, Макаровка, Вятская губерния — 4 февраля 1984, Макаровка, Кировская область) — красноармеец Рабоче-крестьянской Красной Армии, участник Великой Отечественной войны, Герой Советского Союза (1943).

## Биография
Иван Белопольский родился 17 (30) января 1909 года в деревне Макаровка в семье крестьянина. Получил начальное образование, работал в колхозе. В июле 1942 года был призван на службу в Рабоче-крестьянскую Красную Армию. С того же года — на фронтах Великой Отечественной войны. Участвовал в боях на Воронежском и 2-м Украинском фронтах. Был стрелком 529-го стрелкового полка 163-й стрелковой дивизии 38-й армии. Дважды был ранен, один раз тяжело. Выписавшись из госпиталя, несмотря на протесты врачей, вернулся на фронт. Отличился во время битвы за Днепр.
1 октября 1943 года Белопольский, находясь в составе десантной группы, первым среди бойцов форсировал реку к югу от Киева. Участвовал во взятии первых вражеских окопов. Во время отражения контратак немецких подразделений уничтожил несколько солдат и офицеров противника. Во время боёв за расширение плацдарма уничтожил несколько десятков вражеских солдат и офицеров, подбил немецкую танкетку и захватил в плен офицера.
Указом Президиума Верховного Совета СССР от 29 октября 1943 года за «мужество и героизм, проявленные при форсировании Днепра и удержании плацдарма» красноармеец Иван Белопольский был удостоен высокого звания Героя Советского Союза с вручением ордена Ленина и медали «Золотая Звезда» за номером 1850.
В 1944 году вступил в ВКП(б). Во время боёв за освобождение Румынии вновь получил тяжёлое ранение, пуля пробила ему шею и повредила челюсть. Вновь на фронт Белопольский не вернулся, находился в госпитале до осени 1945 года, когда был выписан и демобилизован по ранению. После возвращения в родную деревню работал бригадиром, затем председателем колхоза. Умер 4 февраля 1984 года.
Был также награждён рядом медалей.

## Память

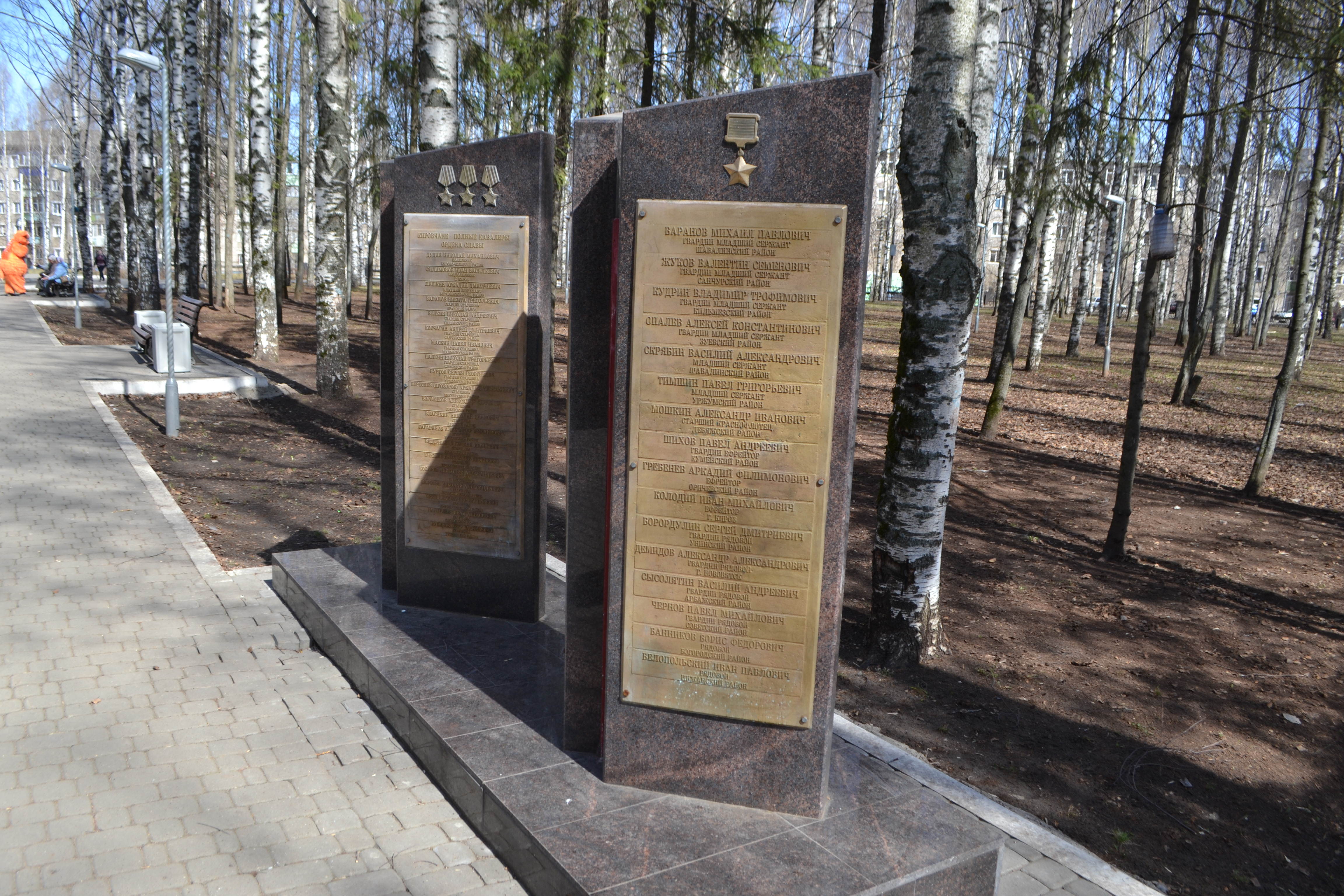
Имя Героя выбито на гранитной стеле на Аллее Славы в парке Победы города Кирова 2019.

- Имя Героя выбито на гранитной стеле на Аллее Славы в парке Победы города Кирова 2019.

## Комментарии
1. ↑  Деревня Макаровка в последующем входила в состав Пижанского района Кировской области[1]; не сохранилась[2].